# Sidi Abdellah
 (décembre 2017).
Si vous disposez d'ouvrages ou d'articles de référence ou si vous connaissez des sites web de qualité traitant du thème abordé ici, merci de compléter l'article en donnant les références utiles à sa vérifiabilité et en les liant à la section « Notes et références ».
Sidi Abdellah (en arabe : سيدي عبد الله) est une ville nouvelle dans la banlieue sud-ouest d'Alger, elle est implantée sur les territoires de quatre communes : Douera, Mahelma, Rahmania et Zéralda.

## Histoire
Cette ville est créée par le décret exécutif 04-275 du 5 septembre 2004, qui a été modifié et complété par le décret exécutif no 20-296 du 12 octobre 2020. Elle est élevée au rang de wilaya déléguée en 2018.

## Localisation et superficie
Les objectifs de la création de Sidi Abdellah, à 20 km au sud-ouest de la Wilaya d’Alger, étaient de concevoir un modèle de développement durable en mettant en avant un tissu urbain ouvert qui ne souffre pas de suffocation et de surpopulation dans les quartiers hérités de l’occupation française de l’Algérie.
Le projet de la ville de Sidi Abdellah a une superficie totale de 7 000 hectares (70 km2), dont une superficie de 3 158 hectares (31,6 km2) est urbanisée (45 % de la superficie totale).

## Voies de communication et transports

### Transports
Deux gares sont implantées sur le territoire de la ville nouvelle : la gare de Sidi Abdellah et celle de l'Université de Sidi Abdellah. Elles sont situées sur ligne de Birtouta à Zéralda et sont desservies par les trains du réseau ferré de la banlieue d'Alger.

## Projections
La ville est projetée pour accueillir 270 000 habitants à sa création en 2004 (54 000 logements), les projections sont révisées en 2020 à 450 000 habitants (90 000 logements).
Elle comporte plusieurs pôles :
- pôle des TIC ; Pôle technologique Sidi Abdellah
- pôle pharmaceutique ;
- le cœur de ville ;
- pôle commerciale ;
- pôle universitaire ; notamment avec l'ENSIA
- pôle de sécurité ;
- pôle de santé ;
- pôle de détente et de loisirs.